# Ейрпорт (Каліфорнія)
Ейрпорт (англ. Airport) — переписна місцевість (CDP) в США, в окрузі Станіслаус штату Каліфорнія. Населення — 1389 осіб (2020).

## Географія
Ейрпорт розташований за координатами 37°37′56″ пн. ш. 120°58′40″ зх. д. / 37.63222° пн. ш. 120.97778° зх. д. (37.632292, -120.977642).  За даними Бюро перепису населення США в 2010 році переписна місцевість мала площу 1,55 км², з яких 1,52 км² — суходіл та 0,03 км² — водойми.

## Демографія
Згідно з переписом 2010 року, у переписній місцевості мешкали 1964 особи в 511 домогосподарстві у складі 385 родин. Густота населення становила 1271 особа/км².  Було 588 помешкань (381/км²).
Расовий склад населення:
| - 56,4 % — білих - 3,4 % — азіатів - 2,4 % — корінних американців - 2,1 % — чорних або афроамериканців - 0,2 % — вихідців з тихоокеанських островів - 28,7 % — осіб інших рас |

До двох чи більше рас належало 6,9 %. Частка іспаномовних становила 63,6 % від усіх жителів.
За віковим діапазоном населення розподілялося таким чином: 31,1 % — особи молодші 18 років, 62,7 % — особи у віці 18—64 років, 6,2 % — особи у віці 65 років та старші. Медіана віку мешканця становила 29,7 року. На 100 осіб жіночої статі у переписній місцевості припадало 105,0 чоловіків;  на 100 жінок у віці від 18 років та старших — 105,9 чоловіків також старших 18 років.
Середній дохід на одне домашнє господарство  становив 35 631 долар США (медіана — 32 845), а середній дохід на одну сім'ю — 39 993 долари (медіана — 34 524). Медіана доходів становила 34 625 доларів для чоловіків та 24 583 долари для жінок. За межею бідності перебувало 37,4 % осіб, у тому числі 47,2 % дітей у віці до 18 років та 26,1 % осіб у віці 65 років та старших.
Цивільне працевлаштоване населення становило 504 особи. Основні галузі зайнятості: роздрібна торгівля — 19,4 %, будівництво — 17,1 %, науковці, спеціалісти, менеджери — 13,7 %, освіта, охорона здоров'я та соціальна допомога — 11,7 %.